# Marco d'Aviano
Marcos de Aviano (en italiano Marco d'Aviano, nacido Carlo Domenico Cristofori; Aviano, 17 de noviembre de 1631-Viena, 13 de agosto de 1699) fue un fraile capuchino, sacerdote y predicador, venerado como beato de la Iglesia católica.

## Primeros años
Su nombre real era Carlo Domenico Cristofori, nacido en Aviano, una pequeña comunidad en la República de Venecia, Italia. A temprana edad se sintió atraído por una vida de devoción y martirio. Educado en la Universidad jesuítica de Gorizia, a los dieciséis años intentó llegar a la isla de Creta, donde los venecianos estaban en guerra con los turcos otomanos, para predicar el Evangelio y convertir musulmanes al cristianismo.
Durante su viaje buscó asilo en un convento capuchino en Capodistria, donde fue recibido por el superior, que conocía su familia, y quien, después de proporcionarle alimento y descanso, le aconsejó regresar a casa.

## Vocación religiosa
Inspirado en su encuentro con los capuchinos, sintió el llamado de Dios para entrar a esa orden. En 1648 comienza su noviciado. Un año más tarde, profesa sus votos y toma el nombre de su padre, Marco, deviniendo Fray Marco d'Aviano. Su ministerio inició una nueva etapa en 1664, cuando recibe la licencia para predicar dentro de la República de Venecia y otros estados italianos, particularmente durante el Adviento y cuaresma. Adquirió también mayor responsabilidad al ser elegido superior de los conventos de Belluno en 1672, y Oderzo en 1674.
Su vida dio un vuelco inesperado en 1676, cuando dio su bendición a una monja que había estado paralítica trece años, la cual milagrosamente se curó. La noticia se difundió por toda Europa, y a poco numerosos enfermos de todos los estratos sociales llegaron a verlo para buscar su curación. Hizo misiones en toda Europa, reuniendo multitudes, creando un fervor que hizo a Luis XIV prohibirle la entrada a Francia.
Entre quienes buscaron su ayuda estaba Leopoldo I de Habsburgo, emperador del Sacro Imperio Romano Germánico, cuya mujer había sido incapaz de concebir un heredero varón. Desde 1680 hasta el final de su vida, Marco d'Aviano se convirtió en asesor y confidente del monarca, ayudando al a menudo indeciso emperador con su guía y consejo para todos los problemas, políticos, económicos, militares y espirituales. 
Su personalidad enérgica y a veces apasionada probó ser un buen complemento para Leopoldo I, cuyas interminables dudas y escrúpulos solían paralizar su capacidad de tomar decisiones.

## Sitio de Viena
Al acercarse el peligro de guerra con los turcos, el papa Inocencio XI  le nombró enviado personal ante el emperador. Predicador apasionado y hábil mediador, jugó una función crucial para resolver disputas, los tratados secretos de Luis XIV con los turcos, restaurando la unidad y "electrizando" a los ejércitos de la llamada Liga Santa, que incluían a Austria, Polonia, Venecia, y los Estados Pontificios bajo la jefatura del rey polaco Juan III Sobieski. En la decisiva batalla de Viena (1683), la Liga Santa infligió una severa derrota al invasor turco, marcando el fracaso del último intento otomano para expandir su poder en Europa, y el principio de la larga ofensiva europea que lograría finalmente la desintegración del Imperio otomano en 1918. Antes de la batalla, Marco d Aviano ofició una misa al aire libre, ayudado por el Rey Juan de Polonia. Ofrecieron su empresa a María, y con las alas de los Husares Voladores al viento derrotaron un enemigo muy superior.
Por lo tanto esta puede considerarse una de las batallas decisivas de historia, que también puso punto final al resurgimiento otomano bajo los grandes visires Koprulu, y llevó a la posterior ejecución sumaria de Kara Mustafá, comandante del ejército turco en la batalla.

## Campañas militares
Entre 1683 y 1689 participó en las campañas militares con el fin de promover buenas relaciones dentro del ejército imperial y para ayudar espiritualmente a los soldados. Su asistencia ayudó para lograr la liberación de Buda en 1686 y Belgrado en 1688. 
Al mismo tiempo, mantuvo siempre un espíritu estrictamente religioso, por el que cualquier violencia o crueldad innecesaria eran repugnantes. Como resultado, en el asedio de Belgrado varios centenares de soldados musulmanes apelaron exitosamente ante él para evitar ser masacrados luego de su captura.
Marco d' Aviano murió de cáncer el 13 de agosto de 1699 en Viena, Austria.

## Beatificación
Desde el siglo XVII su ascenso a los altares fue vetado por los reyes de Francia.
En 2003 fue beatificado por el papa Juan Pablo II.